# Strażnica KOP „Wiazyń”

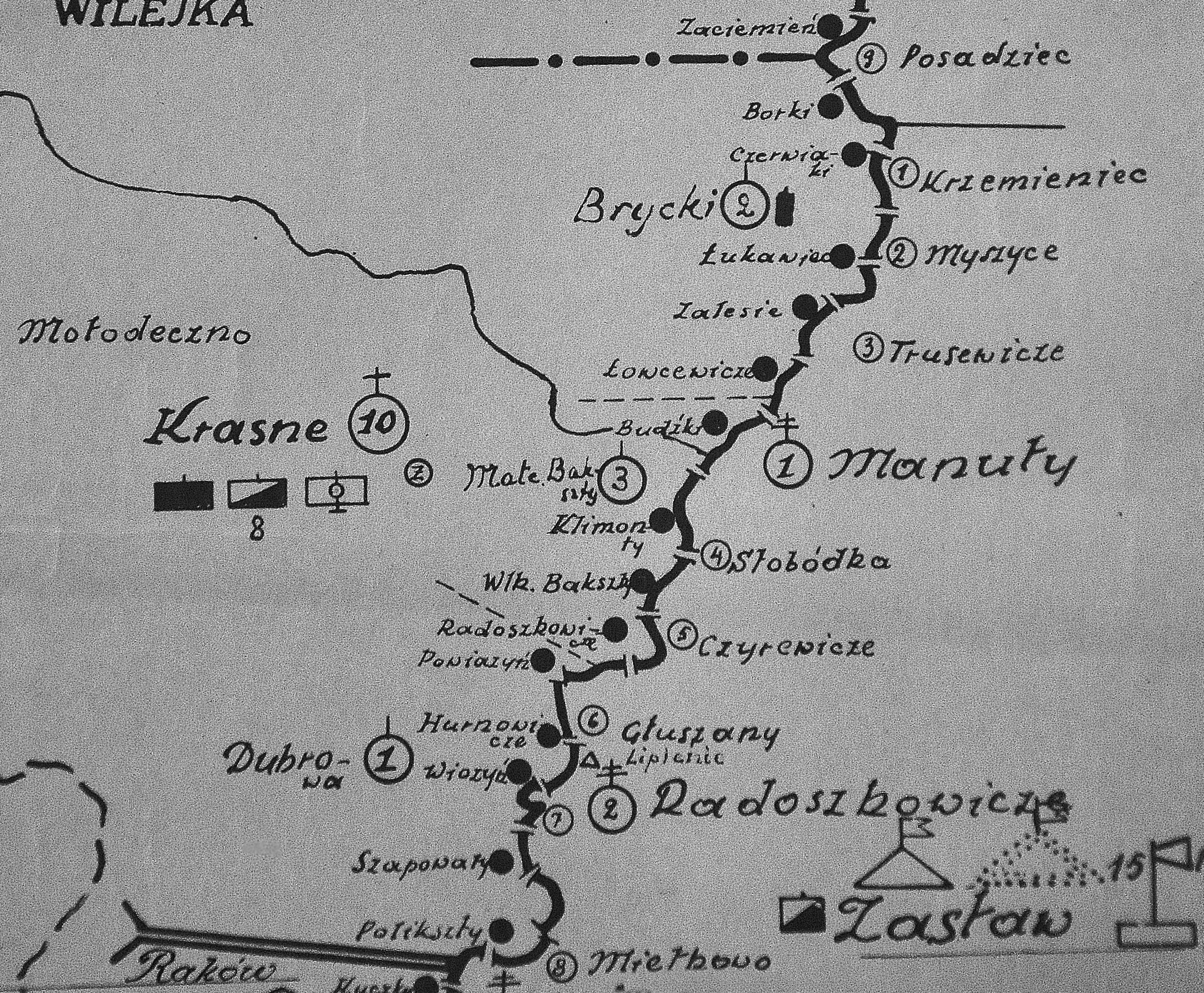
Rozmieszczenie batalionu KOP „Krasne” w 1931

Strażnica KOP „Wiazyń” – zasadnicza jednostka organizacyjna Korpusu Ochrony Pogranicza pełniąca służbę ochronną na granicy polsko-sowieckiej.

## Formowanie i zmiany organizacyjne
W 1924 w składzie 3 Brygady Ochrony Pogranicza, został sformowany 10 batalion graniczny. W 1928 w skład batalionu wchodziło 17 strażnic. Strażnica KOP „Wiazyń” w latach 1928–1939 znajdowała się w strukturze 1 kompanii KOP „Dubrowa”  batalionu KOP „Krasne”. Strażnica liczyła około 18 żołnierzy i rozmieszczona była przy linii granicznej z zadaniem bezpośredniej ochrony granicy państwowej.
W 1932 obsada strażnicy zakwaterowana była w budynku prywatnym. Strażnicę z macierzystą kompanią łączyła droga utrzymana o nawierzchni twardej długości 8 km.

## Służba graniczna
Podstawową jednostką taktyczną Korpusu Ochrony Pogranicza przeznaczoną do pełnienia służby ochronnej był batalion graniczny. Odcinek batalionu dzielił się na pododcinki kompanii, a te z kolei na pododcinki strażnic, które były „zasadniczymi jednostkami pełniącymi służbę ochronną”, w sile półplutonu. Służba ochronna pełniona była systemem zmiennym, polegającym na stałym patrolowaniu strefy nadgranicznej, wystawianiu posterunków alarmowych, obserwacyjnych i kontrolnych stałych, patrolowaniu i organizowaniu zasadzek w miejscach rozpoznanych jako niebezpieczne, kontrolowaniu dokumentów i zatrzymywaniu osób podejrzanych, a także utrzymywaniu ścisłej łączności między oddziałami i władzami administracyjnymi. Strażnice KOP stanowiły pierwszy rzut ugrupowania kordonowego Korpusu Ochrony Pogranicza.
Strażnica KOP „Wiazyń” w 1932 ochraniała pododcinek granicy państwowej szerokości 4 kilometrów 330 metrów od słupa granicznego nr 596 do 603, a w 1938 pododcinek szerokości 6 kilometrów 20 metrów od słupa granicznego nr 593 do 603.
Wydarzenia
- W meldunku sytuacyjnym KOP za okres od 11 do 20 listopada 1928 odnotowano: Pododcinek Dubrowa, strażnica Wiazyń. Przez stację kolejową Olechnowicze przepuszczono z Rosji sowieckiej dwa pociągi i ze strony Polskiej także dwa. Wszystkie konwojowane i sprawdzane były przez załogę strażnicy[12].

Sąsiednie strażnice
- strażnica KOP „Hurnowicze” ⇔ strażnica KOP „Szapowały” - 1928[2], 1929[3], 1931[4] , 1932[5], 1934[6]
- strażnica KOP „Powiazyń” ⇔ strażnica KOP „Szapowały” - 1938[7]